# Jean-Joseph Monnard
Jean-Joseph „Bobby” Monnard (Franciaország, Haute-Savoie, Chamonix-Mont-Blanc, 1901. február 11. – 1973. február 3.) francia jégkorongozó, olimpikon.
Az 1924. évi téli olimpiai játékokon játszott a jégkorongtornán. A francia csapat a B csoportba került. Első mérkőzésükön kikaptak a britektől 15–2-re, majd az amerikaiaktól egy megsemmisítő 22–0-s vereség, végül legyőzték a belgákat 7–5-re. 2 pontjukkal nem jutottak be a négyes döntőbe. Ő csak egy mérkőzésen játszott, a belgák ellen.
A Chamonix HC volt a klubcsapata. Négyszeres francia bajnok (1923, 1925, 1926, 1927)
Az 1924-es jégkorong-Európa-bajnokságon aranyérmes lett.